# Paruline à ailes dorées
Vermivora chrysoptera
Espèce
Statut de conservation UICN

 NT A2bc+3bc+4bc : Quasi menacé
La Paruline à ailes dorées (Vermivora chrysoptera) est une espèce de passereau appartenant à la famille des Parulidae

## Description
La Paruline à ailes dorées possède un plastron et un masque noirs ainsi qu'une tache dorée très voyante à l'aile. Le dos gris, le ventre blanc et le front jaune sont d'autres caractéristiques de l'espèce. La femelle est plus terne que le mâle. Cette paruline mesure 12,4-13,5 centimètres et pèse environ 9 grammes.

## Répartition

zone de nidification
zone d'hivernage

Sur son aire de nidification, cette paruline se retrouve dans le sud du Manitoba, de l'Ontario et du Québec. Aux États-Unis, elle niche autour des Grands Lacs et au centre de la Nouvelle-Angleterre. Ses aires d'hivernage comprennent le Yucatan, le Guatemala, l'est de la Colombie, et le nord du Venezuela.

## Habitat et comportement
Pendant la nidification, la Paruline à ailes dorées utilise les milieux ouverts avec de nombreux arbustes comme les clairières, les bordures de forêt et les friches.
La femelle construit le nid sur le sol et pond entre 4 et 6 œufs qu'elle incube seule pendant 10-11 jours. Les deux parents s'occupent des jeunes jusqu'à 31 jours après l'envol.

## Menaces
Le déclin est principalement dû à l'expansion envahissante de l'aire de répartition de la Paruline à ailes bleues (Vermivora pinus). D'autres causes sont la perte d'habitat d'hivernage par l'expansion agricole et le défrichage pour les plantations ainsi que le parasitisme des nids par le Vacher à tête brune (Molothrus ater) et l'hybridation avec la Pauline à ailes bleues.

## Protection
Statut
- Au Canada : menacée (COSEPAC)
  - Au Québec : susceptible d'être désignée menacée ou vulnérable (MRNF)
- Aux États-Unis :